# Udea quadralis
Udea quadralis là một loài bướm đêm trong họ Crambidae.